# دخترک/اوه، تقصیرکار
«دخترک/اوه، تقصیرکار» تک‌آهنگی از ، نیروانا است.